# Полевой (Челябинская область)
Полево́й — посёлок в Сосновском районе Челябинской области. Входит в Вознесенское сельское поселение.

## География
Посёлок находится на левом берегу озера Синеглазово, на расстоянии 45 км к югу от села Долгодеревенское, административного центра района.

### Часовой пояс
Посёлок Полевой, как и вся Челябинская область, находится в часовой зоне МСК+2. Смещение применяемого времени относительно UTC составляет +5:00.

## Население
| 2002 | 2010  |
| ---- | ----- |
| 1288 | ↗1367 |

### Половой состав
По данным Всероссийской переписи, в 2010 году численность населения посёлка составляла 1367 человек (643 мужчины и 724 женщины).

## Улицы
| - ул. Железнодорожная, - ул. Золотое кольцо, - ул. Коралловая, - ул. Лесная, - ул. Мира, | - ул. Молодёжная, - ул. Нагорная, - ул. Первомайская, - ул. Приозёрная, - ул. Прудная, | - ул. Российская, - ул. Северная, - ул. Солнечная, - ул. Центральная, - ул. Южная. |